# صلاح شعير
صلاح فؤاد عبده شعير ويشتهر صلاح شعير (مواليد 1 يوليو 1966 في محافظة المنوفية، مصر) هو روائي وشاعر وأديب وكاتب سيناريو مصري. له الكثير من المقالات والدراسات المنشورة في العديد من الصحف الورقية والإلكترونية، وهو عضو اتحاد كتاب مصر وعضو نادي الأدب 6 أكتوبر وعضو الجمعية المصرية للاقتصاد السياسي والإحصاء والتشريع. أصدر جريدة «جماهير أكتوبر» وترأس مجلس إدارتها.

## دراسته
حصل على شهادة الماجستير في الاقتصاد عام 2013. كما حصل على درجة الدكتوراه في الاقتصاد من جامعة الزقازيق.

## أعماله المسرحية
قام بتأليف مسرحية «يوم ليك ويوم عليك» من إنتاج عام 2018 وإخراج محسن عبد المعطي وبطولة عبد السلام الدهشان.

## مؤلفاته

### أولا الروايات
- «الظمأ والحنين» (رواية)، 2015
- «أحلام الملائكة» (رواية)، 2016[6]
- «العنيدة والذئاب» (رواية)، 2012 [7] يسطرون 2018[8]
- كفر الهوى (رواية) 2019[9]
- «رحيق النساء» (رواية)، 2020[2]
- «عبيد وأقلام» (رواية)، 2021[10]
- توتة محبوب (رواية) 2022. دار هلا للنشر القاهرة.
- زهرة من حي الغجر (رواية) 2025. وكالة الصحافة العربية ناشرون.

### ثانيًا المسرح
- «وطن للبيع» (مجموعة مسرحية ساخرة ثلاث نصوص)، 2014
- «الساحرة والحكيم» (مجموعة مسرحية خمس نصوص)، 2018[11]
- «مسرحية عين الشمس» 2022[12]

### ثالثًا أدب الطفل

#### أ- مسرح الطفل
- «حرامي الفيل» (مجموعة مسرحية للطفل ثلاث نصوص)، 2014
- تفاح وشطة" (مجموعة مسرحية ثلاث نصوص)، 2018[13]

#### ب - المجموعات القصصية للطفل
- أخلاق الفرسان" (مجموعتان قصصيتان للطفل 20 قصة)، 2016[14]
- النعامة والأسد" (مجموعة قصصية للطفل)، 2021[15]
- «القط والصياد» (مجموعة قصصية للطفل)، 2021[16]

### رابعًا الكتب الاقتصادية
- مدينة 6 أكتوبر والاقتصاد المصري"، 2011
- «حلم التكامل الاقتصادي بالعالم العربي»، 2015[17]
- "بناء الاقتصاد العربي، 2019[18]
- «النهوض الإقتصادي وتنمية المدن الجديدة»، 2019[19]
- «الاقتصاد السياحي بالوطن العربي: المال والجمال»، 2019[20]
- «التخطيط الاستراتيجي بالصين ومستقبل الصراع الاقتصادي العالم»، 2020[21]
- «حروب الذكاء الاصطناعي القادمة واحتمالات فناء البشر»، 2021[22]
- أزمة الغذاء بمصر والوطن العربي2022[23]

### خامسًا: الكتب السياسية والاجتماعية
- «الطائفية والتقسيم: أخطار الصراع الطائفي بمصر والعالم العربي»، 2014[24]
- «عبقرية النكتة المصرية»[25]
- السيادة والهوية: استرتجيات الأمن القومي العربي 2024 (دراسة مقارنة مع الوجه الحضاري في الإسلام) وكالة الصحافة العربية ناشرون.

### سادسًا النقد والوثائقيات
- «أدب الطفل وقيم البناء» (دراسة نقدية)، 2020[26]
- المقاتل الأسمر فيلم وثائقي مطبوع، 2020م [27]

### سابعًا: كتب عنه:
- عشرات الدراسات النقدية المشنورة بالصحف الورقية والإلكترونية.
- د. أميرة عامر بيومي حسين، دراسة علمية محكمة بعنوان: سيكولوجية الشخصية الدرامية في نصوص الخيال العلمي الموجهه للإنسان "مسرح صلاح شعير نموذجا" مجلة كاتبة في مجالات التربية النوعية،  المجلد 7، العدد 36 ، سبتمبر 2021 ، (ص: 1475-1557)[28]
- د. أسماء أحمد عبد العزيز، القرية بين رواية «ماتوا أذلاء صاغرين» للكاتب التركى يلمز جوناى، ورواية «أحلام الملائكة» كلية اللغات والترجمة جامعة الأزهر، على درجة الدكتوراة من جامعة الأزهر، 2023م[29]
- د. هبة عبد الرحمن عبد السلام محمد، استخدام تطبيقات الذكاء الاصطناعي في مواجهة الجريمة النَّصّ المَسْرحيّ "عَيْن الشَّمْس" لـ صلاح شُعَيْر أُنْمُوذَجًا، مجلة التربية النوعية و التكنولوجيا بحوث علمية و تطبيقية، المجلد 31، العدد 2 ، ديسمبر 2024 ، (ص:1013-1040)[30]

## جوائز
- قائمة أفضل عشرين نص مسرحي موجه للطفل للأعمال غير المنشورة، الهيئة العربية للمسرح، الإمارات، 2014، عن نص «مملكة الأسود»[1][3]
- جائزة أفضل مقال صحفي عربي عن المرأة بالإقليم العربي، مركز الكوثر، تونس، 2015[1]
- جائزة القصة القصيرة، 2016[3]
- المركز الأول بالقصة القصيرة 2019[31]
- جائزة إحسان عبد القدوس، 2020، عن رواية «رحيق النساء»[2]
- جائزة مسرح الطفل اتحاد كتاب مصر 2021[32]

## روابط خارجية
صلاح شعير على موقع قاعدة بيانات الأفلام العربية